# 김용일 (서대문구의원)
김용일(金容日, 1957년 5월 25일, 경기도 평택시 ~ )는 대한민국의 제7대 서울특별시 서대문구의원이었다.

## 학력
- 1973.03 ~ 1976.02 오산고등학교 졸업
- 1999 ~ 2002 한국방송통신대학교 경제학과 학사 졸업
- 동국대학교 경영대학원 경영학 석사 졸업
- 2004 ~ 2006 동국대학교 경영대학원 부동산학과 석사 수료
- 성균관대학교 행정대학원 수료

## 경력
- 가재울 전.월세 문제 상담소장
- 서울 인생이모작지원센터(현50플러스대학) 강사
- 법무부 동부보호관찰소 강사
- 상지대학교 강의
- 한국방송통신대학교 경제학과 학생회장 및 동문회장
- 한국 공인중개사협회 상담위원
- 2016.04 ~ 2018.06 제7대 서울특별시 서대문구의회 의원
- 2016.04 ~ 2016.07 제7대 서울특별시 서대문구의회 전반기 재정건설위원회 위원
- 2016.04 ~ 2016.07 제7대 서울특별시 서대문구의회 전반기 예산결산특별위원회 위원
- 2016.07 ~ 2018.06 제7대 서울특별시 서대문구의회 후반기 재정건설위원회 위원장
- 2016.07 ~ 2018.06 제7대 서울특별시 서대문구의회 후반기 예산결산특별위원회 위원장
- 2016.11 ~ 2016.11 제7대 서울특별시 서대문구의회 윤리특별위원회 위원
- 국민의당 경력단절여성 대책위원장
- 안철수 대통령 후보 중앙선대위 조직총괄본부 국민특보
- 안철수 대통령 후보 서울시선대위 지역발전본부장
- 제7대 서울특별시 서대문구의회 디자인위원회 위원
- 2018.02 ~ 2018.06 제7대 서울특별시 서대문구의회 주택재개발정비사업및간판개선사업특별위원회 위원
- 국민의당 서울시지방의원협의회 간사
- 공중파(KBS,SBS,MBC) 및 YTN, RTN 부동산 경제 관련 뉴스 전문가 출연(약 60회)
- 2018.10 한국공인중개사협회 실무교육 전임교수

## 역대 선거 결과
|  | 35.39% |

|  | 8.33% |